# High Street Kensington Station
High Street Kensington Station er en London Underground-station på Kensington High Street.
Stationen er på Circle line mellem Gloucester Road og Notting Hill Gate og på District line mellem Earl's Court og Notting Hill Gate. Den ligger i takstzone 1.
Stationskomplekset indeholder detailforretninger (inklusive en Marks & Spencer og en Pret A Manger). Selve stationen har fire perronspor – to gennemkørselsspor og to vendespor. Spor 1 benyttes til Circle line mod uret og vestgående District line-tog mod henholdsvis Gloucester Road og Earl's Court. Spor 2 benyttes til Circle line med uret og østgående District line-tog mod Edgware Road. Spor 3 og 4 benyttes til vendende District line-tog fra Earl's Court. Spor 3 benyttes som regel af Olympia-togene og spor 4 benyttes oftest kun først og sidst på dagen. Der var tidligere et venterum mellem spor 2 og 3, men dette blev lavet til et personalerum for lokomotivførerer kort før Circle lines forlængelse til Hammersmith blev implementeret i december 2009.
Lige syd for stationen diverger Circle og District lines.
Det typiske betjeningsmønster uden for myldretiden er for denne station:
- 14 tog pr. time til Edgware Road via Paddington (6 tog er District line og 8 tog er Circle line)
- 6 tog pr. time til Wimbledon via Earl's Court (District line)
- 3 tog pr. time til Kensington (Olympia) via Earl's Court (District line)
- 8 tog pr. time mod uret på Circle line via Victoria og Embankment til Hammersmith

## Transportforbindelser
London buslinjer 9, 10, 27, 28, 49, 52, 70, 328, 452, C1, natlinjer N9, N28, N31, N52 og fjernbuslinje 701/702.

## Galleri
- Wikimedia Commons har flere filer relateret til High Street Kensington Station

- High Street Kensington-rondel
- High Street Kensington i 1892
- Inden i butiksarkaden, 2008